# 久能木慎治
久能木 慎治（久能木 愼治、くのき しんじ、1892年（明治25年）9月16日 - 没年不明）は、日本の弁護士、弁理士、久能木法律事務所主、会社役員。関東興業監査役。

## 人物
東京府人・久能木宇兵衛の二男。久能木宇兵衛の弟。鈴木信太郎、團伊能、山田珠樹らと共に構想し、1917年、『攻魂珠』が創刊される。東京高師附属中学、第一高等学校を経て、1918年、東京帝国大学法科大学仏法科卒業。事務所を設立し、開業する。一般の法律事務に従事する。趣味は乗馬、釣り。宗教は浄土宗。住所は東京日本橋室町。

## 家族・親族
久能木家
- 妻・ゆり（1902年 - ?） ‐ 大木喬命の娘。[5]
- 息子[5]
- 娘[5]
- 兄・宇兵衛（石油コンロ吸入器商）[2][5]
- 相婿・黒田清秀